# 范錦平
范錦平，BBS，JP（1945年8月4日—），香港教育界及政界人士，前廠商會中學及林大輝中學校長。他於1980年代踏足政界，2023年人大代表任期完結後專注商界工作。

## 背景

### 從事教職

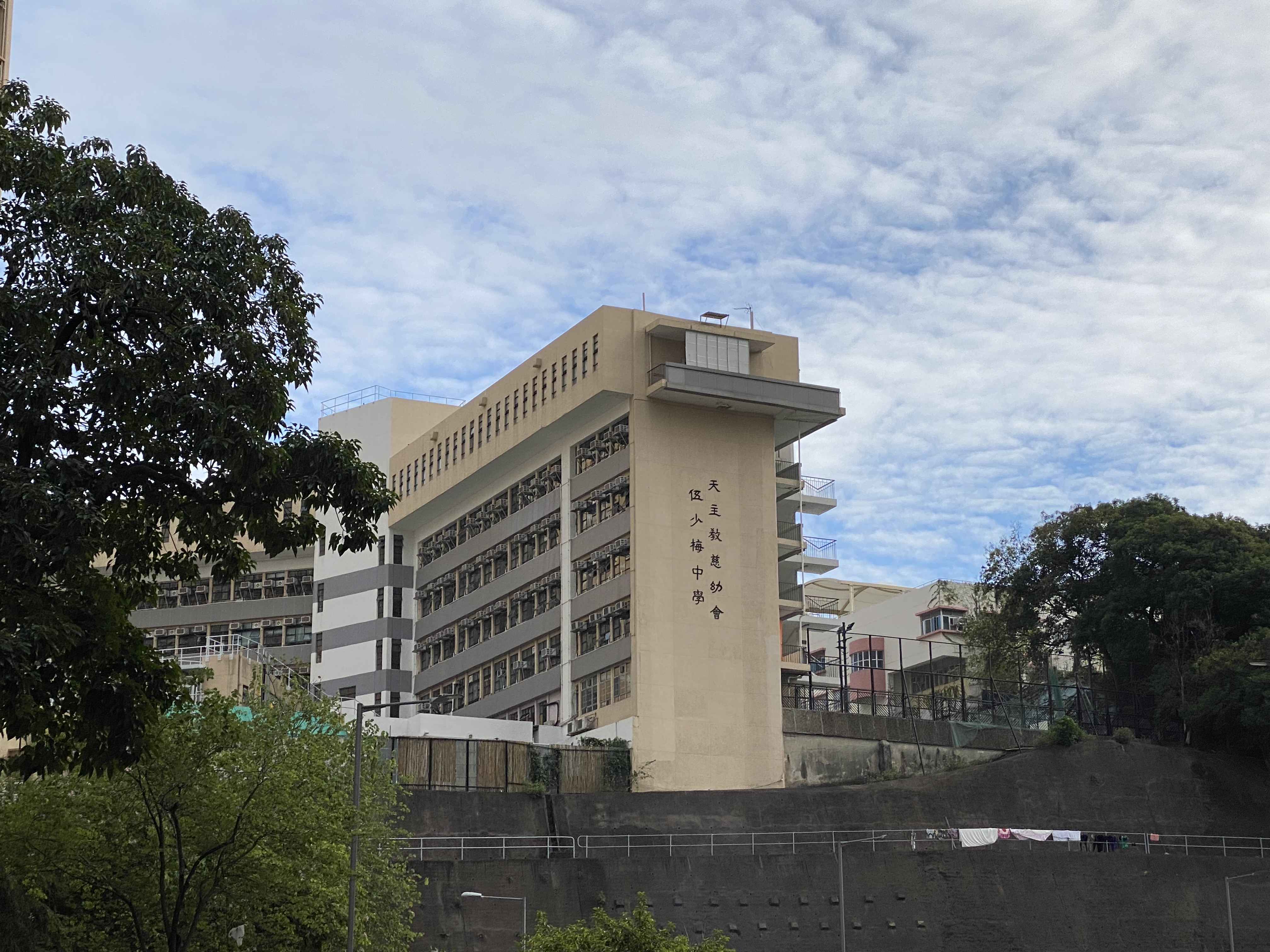
范錦平1970年代任教的中學 ─ 伍少梅工業學校（現已更名為天主教慈幼會伍少梅中學）

范錦平祖籍廣東省增城，早年在九龍油尖旺區成長，就讀東華三院九龍第一小學（1957年小六下午校）和香港仔工業學校（因學習程度差異而於1957年至1958年間轉入該校重讀小六1年，1963年中五及電機部工業技術文憑）。1963年中學畢業前，他已於同年報考柏立基教育學院；1964年完成1年制教師文憑課程後則投身教育界，先到天主教新民書院任教英文科（長江實業執行董事兼泓富產業信託主席趙國雄為其學生），再在1960年代末至1972年轉到葵涌新區31座的天台小學葵涌禮賢會學校任教英文科。
其後，范錦平於1972年至1976年在天主教慈幼會伍少梅中學任職教務主任。期間他於1974年取得香港浸會學院英國語文學系文憑，1976年獲聘用為廠商會中學校長，直到2003退休。退休未幾即因商界名人林大輝於2000年代初受到慈善家陳耀星捐輸辦學啟發而與林氏一同商量籌辦一所以體育作為特色的學校，結果於2004年透過林大輝慈善基金，在沙田協助創辦一所直資英文中學「林大輝中學」，並於2003年至2004年出任創校校長1年，2004年轉為該校副校監至今。

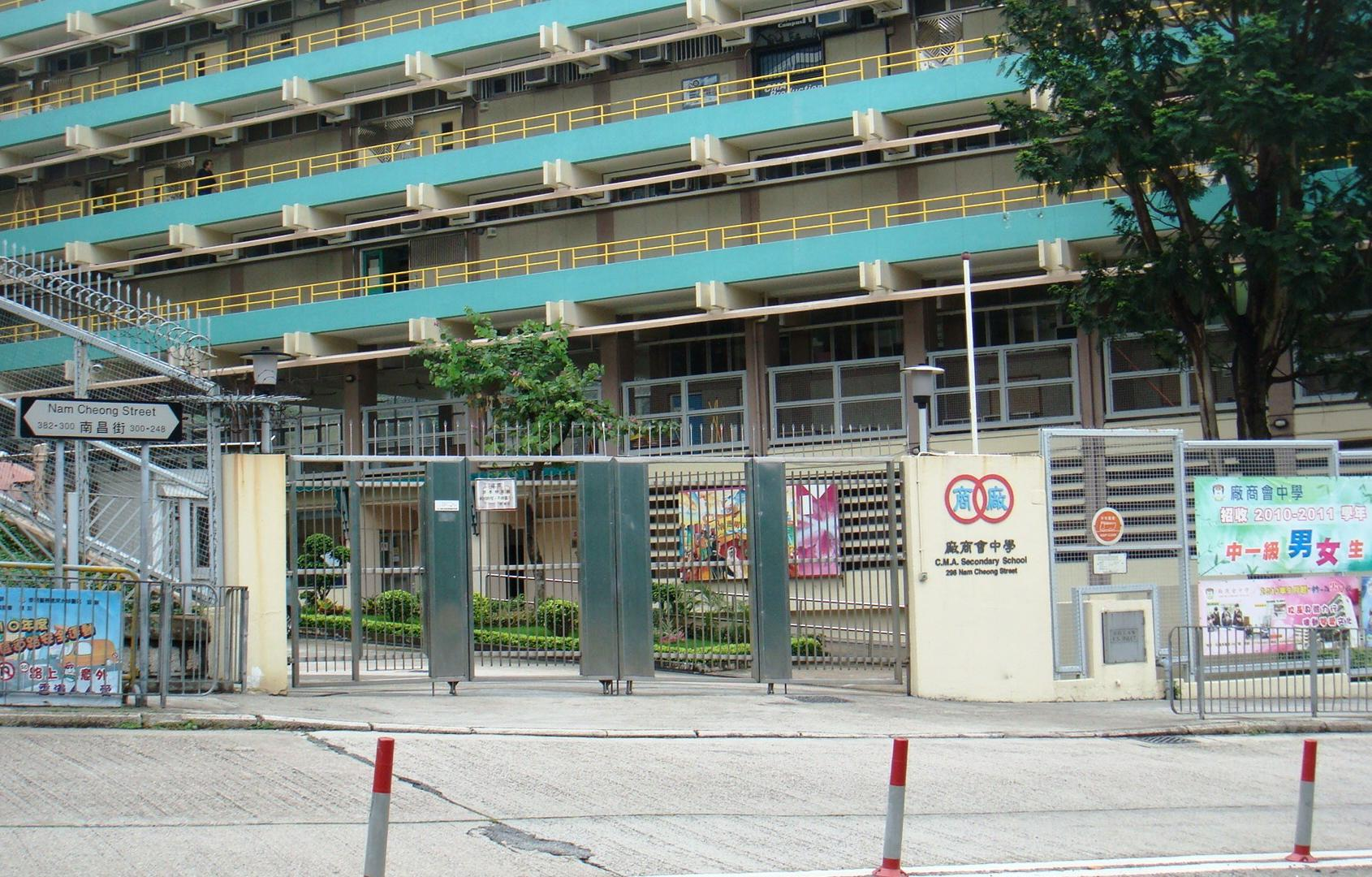
范錦平自1976年起入職香港中華廠商聯合會職業先修中學，2003年離任校長前引領該校於1997年轉型為文法中學 ─ 廠商會中學。

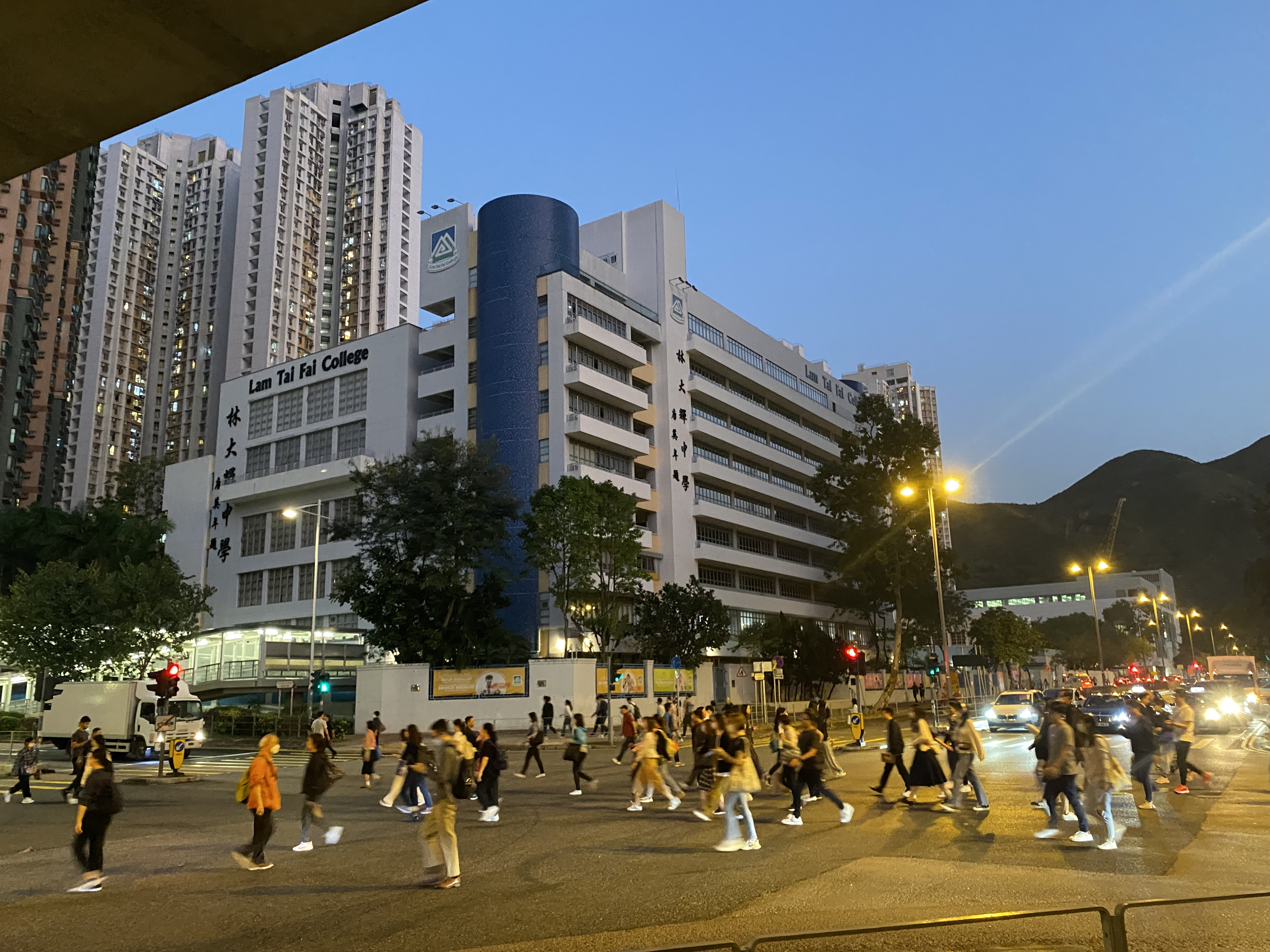
范錦平為林大輝中學創辦人之一

### 服務社會
另一方面，范錦平的從政之路始於1980年代初，當時他先於1982年至1985年被委任為深水埗區議員，繼而於1985年4月1日至1989年轉為市政局當然議員。1989年隨著區議會改組，他不再代表深水埗區議會任市政局當然議員，至1991年5月31日任期結束之前改任市政局委任議員，前後一共完成了3個任期。范錦平於1991年10月獲委任為非官守太平紳士，1999年基於致力且積極推動香港教育發展和為社群服務而獲香港特別行政區政府頒授銅紫荊星章。他自1998年3月起至2023年3月為止歷任第九屆全國人民代表大會、第十屆全國人民代表大會、第十一屆全國人民代表大會、第十二屆全國人民代表大會以及第十三屆全國人民代表大會代表。2000年曾競逐香港選舉委員會教育界別分組選舉委員，惟未能當選。2003年至2011年也曾出任廣州市中國人民政治協商會議委員。
此外，范錦平曾是深水埗撲滅罪行委員會委員（1977年至1996年）、深水埗學校聯絡委員會創會主席、人民入境事務審裁處成員、中央青年事務委員會委員、淫褻物品審裁處審裁員、教育署公益少年團深水埗區委員會主席和區事顧問（1994年至1997年）。1997年香港回歸後仍出任公職或參與教育事務，包括擔任香港特別行政區第一屆政府推選委員會委員、香港津貼中學議會主席（1994年至1998年）、選舉委員會成員（1996年至1998年）、九龍地域校長聯會創會主席暨監事長、環境保護運動委員會委員（2001年至2004年）、香港康體發展局董事局成員（2001年至2004年）、遊戲機中心上訴委員會委員（至2002年）、環境及自然保育基金委員會委員（2002年至2003年）、社區體育事務委員會副主席（2003年至2009年）、香港中樂團成立籌備委員兼理事會副主席（2001年至2005年）、香港體育學院董事（2003年至2009年）、戴麟趾爵士康樂基金委員會成員（2009年至2015年）、香港基本法推介聯席會議副主席以及香港大學校董會成員。

### 退休動向
自2004年轉任學校副校監後，范錦平加入香港食品委員會，擔任項目總監。2011年獲香港浸會大學頒發榮譽院士。
他現時身兼深水埗慶典委員會籌委會副主席、香港學界體育聯會永遠名譽會長（1998年至2000年為主席、2000年至2002年為會長）、石硤尾街坊福利會榮譽會長、深水埗文藝協會藝務秘書、香港紫荊中樂團理事和香港友好協進會港區全國人大代表政協委員講座統籌處項目總監。因為喜歡粵劇，他退休後繼續活躍於推廣粵劇文化，又協助籌備香港粵曲考級試，2003年以香港機構負責人身份，幫助中央音樂學院與香港考試及評核局舉辦中樂演奏水平等級考試。此前他曾於1997年仿效教育部中學校長培訓中心，創辦「香港中學校長研習班」，以促進上海與香港兩地中學校長交流。

## 個人生活
商人趙國雄的岳父是范錦平的粵劇導師，而范氏亦曾向香港粵曲音樂家王粵生學藝。范、王2人結緣於前者任市政局議員負責統籌粵劇活動時期。其時由於范錦平感受到粵曲帶來的魅力，所以拜王粵生為師。此後曾於2000年為紀念王氏逝世10周年而籌辦演唱會、展覽以及講座。